# 聖路易斯一號 (亞利桑那州皮馬縣)
聖路易斯一號（英語：San Luis (I)）是位於美國亞利桑那州皮馬縣的一個非建制地區。該地的面積和人口皆未知。

## 地理
聖路易斯一號的座標為32°20′48″N 112°02′27″W / 32.34667°N 112.04083°W，而該地的平均海拔高度為547米（即1795英尺）。